# Chamaemyia polystigma
Chamaemyia polystigma – gatunek muchówki z rodziny srebrnikowatych i podrodziny Chamaemyiinae.
Gatunek ten opisany został w 1830 roku przez Johanna Wilhelma Meigena jako Ochtiphila polystigma.
Muchówka o ciele długości od 2,2 do 3,2 mm. Głowa jej jest nie dłuższa niż wysoka, zaopatrzona w szczecinki orbitalne i przyoczkowe, o jednolicie szarym czole. Czułki są czarne z żółtą nasadą trzeciego członu. Barwa głaszczków jest żółta. Chetotaksja śródplecza obejmuje trzy pary szczecinek śródplecowych i jedną parę przedtarczkowych. Odwłok ma tergity bez czarnych przepasek, za to te od trzeciego do piątego z czterema czarnymi plamkami każdy. Narządy rozrodcze samca odznaczają się bardzo szeroką i dziobowato ku tyłowi wydłużoną podstawą fallusa.
Owad znany z Hiszpanii, Wielkiej Brytanii, Holandii, Danii, Finlandii, Szwajcarii, Włoch, Polski, Litwy, Czech, Słowacji, Węgier, Słowenii, Chorwacji, Serbii, Czarnogóry, Macedonii, Rumunii, Ukrainy, europejskiej części Rosji, Makaronezji, Afryki Północnej, Bliskiego Wschodu, wschodniej Palearktyki i nearktycznej Ameryki Północnej.